# بروتوتايب 2
بروتوتايب 2 (بالإنجليزية:Prototype 2) ، هي لعبة إلكترونية من نمط المغامرات والأكشن تكملة لبروتوتايب1 ، صدرت اللعبة بتاريخ 24 مايو 2012م، من تطوير شركة أكتفجن الأمريكية .

## قصة
جيمس هيلر كان أحد الضباط المتوسطين خلال عودته من العراق وهو عائد إلى مدينة نيويورك من ثم بعد وجد امرأته ميتة وابنته لا اثر لها
من بعد ذلك ذهب مع الجيش إلى المنطقة الحمراء ريد زون في مهمة فهناك اجتمع في اليكس ميرسر
و اعطاه المرض غصباً.
بعدها نام ومن ثم استيقظ ووجد نفسه في حقل تجارب فانتظروا العلماء حتى استيقظ ومن ثم احضروا بشراً مريضين فضربهم فلما شاهدوا قوته
فعرفوا انه ايفولفيد من ثم هرب من حقل التجارب
وفي نهاية اللعبة يعرف ان ابنته ما زالت حية وهنالك كان ضابط جيش كبير اسمه روكس وكان
بحوزته ابنته فاتى ميرسر واخذها من الضابط الكبير وهرب فتقاتل هيلر وميرسر وانتصر هيلر وعرف مكان ابنته وحصل عليها

## وصلات خارجية
- بروتوتايب 2 على موقع IMDb (الإنجليزية)

- الموقع الرسمي